# Baudhāyana
Baudhāyana (entre el siglo VI y III a. C.) fue un religioso, matemático y escritor indio, autor de los Baudhaiana-sutras, que cubren temas como dharma (‘religión’), rituales diarios, matemática, etc. Perteneció a la escuela del Iáyur-veda, y es anterior que Apastambha (otro autor de sutras, que vivió hacia el 350 a. C.).
Él fue el autor del primero de los Sulba-sutras ―apéndices del Rig-veda (el texto más antiguo de la India, de mediados del II milenio a. C.) que presentan reglas para la construcción de altares― llamado Baudhaiana-sulba-sutra. Este texto es notable desde el punto de vista de la matemática, porque contiene varios resultados matemáticos importantes, incluyendo un valor del número pi con cierto grado de precisión, y una versión de lo que hoy se conoce como el teorema de Pitágoras (569-475 a. C.).
No fue un matemático en el sentido que se entendería hoy, ni un escriba que simplemente copió manuscritos (como el egipcio Ahmes). Debe de haber sido un erudito, pero probablemente no estaba interesado en la matemática por sí misma, sino que estaba interesado en utilizarla con fines religiosos. Sin lugar a dudas, escribió el Sulba-sutra para establecer las normas de los ritos religiosos. Casi con certeza era un sacerdote védico.
Los nacionalistas indios sostienen que Baudhaiana debería haber vivido varias décadas antes que Pitágoras ―quizá hacia el siglo VII a. C.― para poder haber descubierto el teorema pitagórico antes que Pitágoras.

## Los sutras de Baudhāyana
Los sutras de Baudhāyana están asociados con el Taittiríia-sakha (la ‘rama de Tittiri’) del Iáyur-veda negro.
Los sutras de Baudhāyana tienen seis secciones:
- Srauta-sutra, probablemente en 19 praśnas (‘preguntas’).
- Karma-anta-sutra, en 20 adhiaias (‘capítulos’).
- Duaidha-sutra, en 4 praśnas
- Grijia-sutra, en 4 praśnas
- Dharma-sutra, en 4 praśnas y
- Baudhaiana-sulba-sutra, en 3 adhiaias.[2]

## Autoría y fechas
Los religiosos y matemáticos Apastamba y Baudhaiana pertenecían a la rama de la escuela védica Taittiríia, dedicada a la repetición ritual del Iáyur-veda. Robert Lingat afirma que Baudhaiana fue el primero en componer la colección Kalpasūtra de la escuela Taittiríia, que más tarde seguiría Apastamba.
El sanscritólogo indio Pandurang Vaman Kane (1880-1972) calculó que Baudhaiana vivió entre el 500 y el 200 a. C.

## Comentarios
El único comentario sobre los Baudhaiana-sutras es el Vivarana de Govinda Swami. La fecha del comentario es incierto, pero de acuerdo con Patrick Olivelle (fl. 1970-2000) no es muy antiguo.
Este comentario es inferior en comparación con el de Jara Datta (entre el 1100 y el 1300 d. C.) acerca de Apastamba y Gautama.
Apastamba (hacia el 350 a. C.) y Katiaiana (hacia el 200 a. C.), autores de otros Sulba-sutras, extendieron algunas de las ideas de Baudhaiana.